# Randvere (Laimjala)
Randvere – wieś w Estonii, w prowincji Sarema, w gminie Laimjala.